# فانکدلیک
فانکدلیک (انگلیسی: Funkadelic) گروه موسیقی فانک سایکدلیک آمریکایی عمدتاً فعال در دههٔ ۱۹۷۰ بود که به همراه پارلمنت توسط جرج کلینتون پایه‌گذاری شدند. مجموعهٔ این دو با نام پارلمنت-فانکدلیک به فعالیت می‌پرداختند. مشهورترین آلبوم گروه، مغز کرمو در سال ۱۹۷۱ منتشر شد.